# جبرگرایی سخت

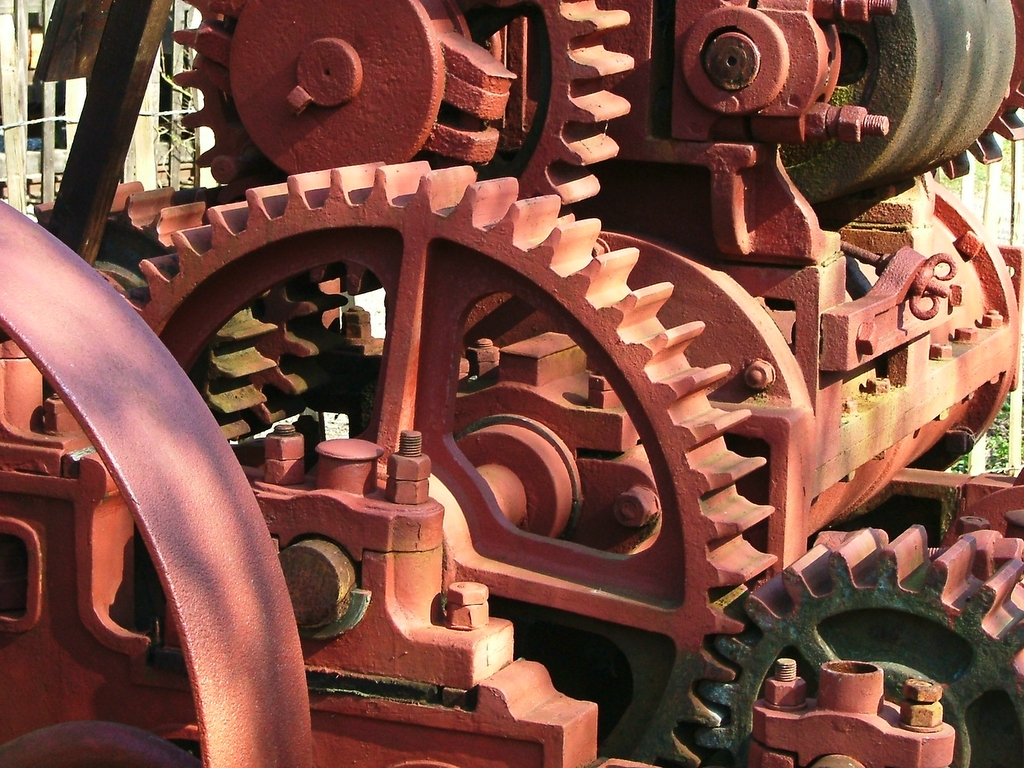
جبرگرایان سخت بر این باورند که مردم مانند ساعت‌های بسیار پیچیده و ماشین‌های مولکولی هستند.

جبرگرایی سخت (یا جبرگرایی متافیزیکی)، دیدگاهی دربارهٔ اراده آزاد است که معتقد است که جهانی که جبری باشد با اراده آزاد ناسازگار است و بنابراین اراده آزاد وجود ندارد. جبرگرایی سخت در تعریف اصلی خود به‌طور کلی به جبرگرایی نومولوژیک (nomological determinism) اشاره دارد. همچنین جبرگرایی سخت می‌تواند اشاره به موضعی با توجه به سایر اشکال جبر باشد که آینده را به‌طور کامل ضروری می‌کند داشته باشد.
جبرگرایی سخت در تقابل با جبرگرایی نرم قرار می‌گیرد، که شکلی سازگارانه از مسئله جبر است و معتقد است که اراده آزاد ممکن است همزمان با وجود جبر وجود داشته باشد. جبرگرایی سخت همچنین با لیبرترینیسمم متافیزیکی، شکل اصلی دیگر ناسازگاری که معتقد است اراده آزاد وجود دارد و جبرگرایی نادرست است، در تضاد است.